# Kristel
Kristel ist ein weiblicher Vorname und ein Familienname.

## Herkunft und Bedeutung
Der weibliche Vorname Kristel ist eine andere Schreibweise des Vornamens Christel, der sich wiederum von Christine herleitet.

## Namensträgerinnen
- Kristel Neidhart (geb. Konrad; 1933–2013), deutsche Schriftstellerin und Künstlerin
- Kristel Verbeke (* 1975), flämische Sängerin und Schauspielerin
- Kristel Viigipuu (* 1990), estnische Biathletin
- Kristel Werckx (* 1969), belgische Radrennfahrerin

## Familienname Kristel
- Hans Peter Kristel (* 1939), deutscher Architekt
- Karl Heinz Kristel (* 1954), deutscher Krankenpfleger und Autor
- Sylvia Kristel (1952–2012), niederländische Schauspielerin und Model